# Дітріх Франсуа Ле Танньо фон Сен-Поль
Дітріх Франсуа Ле Танньо фон Сен-Поль (нім. Dietrich François Le Tanneux von Saint Paul; 22 березня 1912, Шкелен — 30 грудня 1973, Бонн) — німецький офіцер, оберст вермахту. Кавалер Німецького хреста в золоті.

## Біографія
З 3 вересня 1939 року — командир взводу зв'язку при штабі 1-го піхотного полку 1-ї піхотної дивізії. З 20 січня по 31 березня 1944 року — командир 1-го гренадерського полку своєї дивізії. В 1945 році — командир 1114-го гренадерського полку 551-ї народно-гренадерської дивізії.

## Звання
- Лейтенант (3 січня 1939)
- Оберлейтенант (3 вересня 1939)
- Гауптман (1941)
- Майор (1943)
- Оберстлейтенант (1944)
- Оберст (1945)

## Нагороди
- Залізний хрест 2-го і 1-го класу
- Штурмовий піхотний знак в сріблі
- Медаль «За зимову кампанію на Сході 1941/42»
- Німецький хрест в золоті (24 березня 1945)